# Pseudaneitea simrothi
Pseudaneitea simrothi är en snäckart som först beskrevs av Suter 1896.  Pseudaneitea simrothi ingår i släktet Pseudaneitea och familjen Athoracophoridae. Inga underarter finns listade i Catalogue of Life.